# St. Wenzeslaus (Theilenberg)

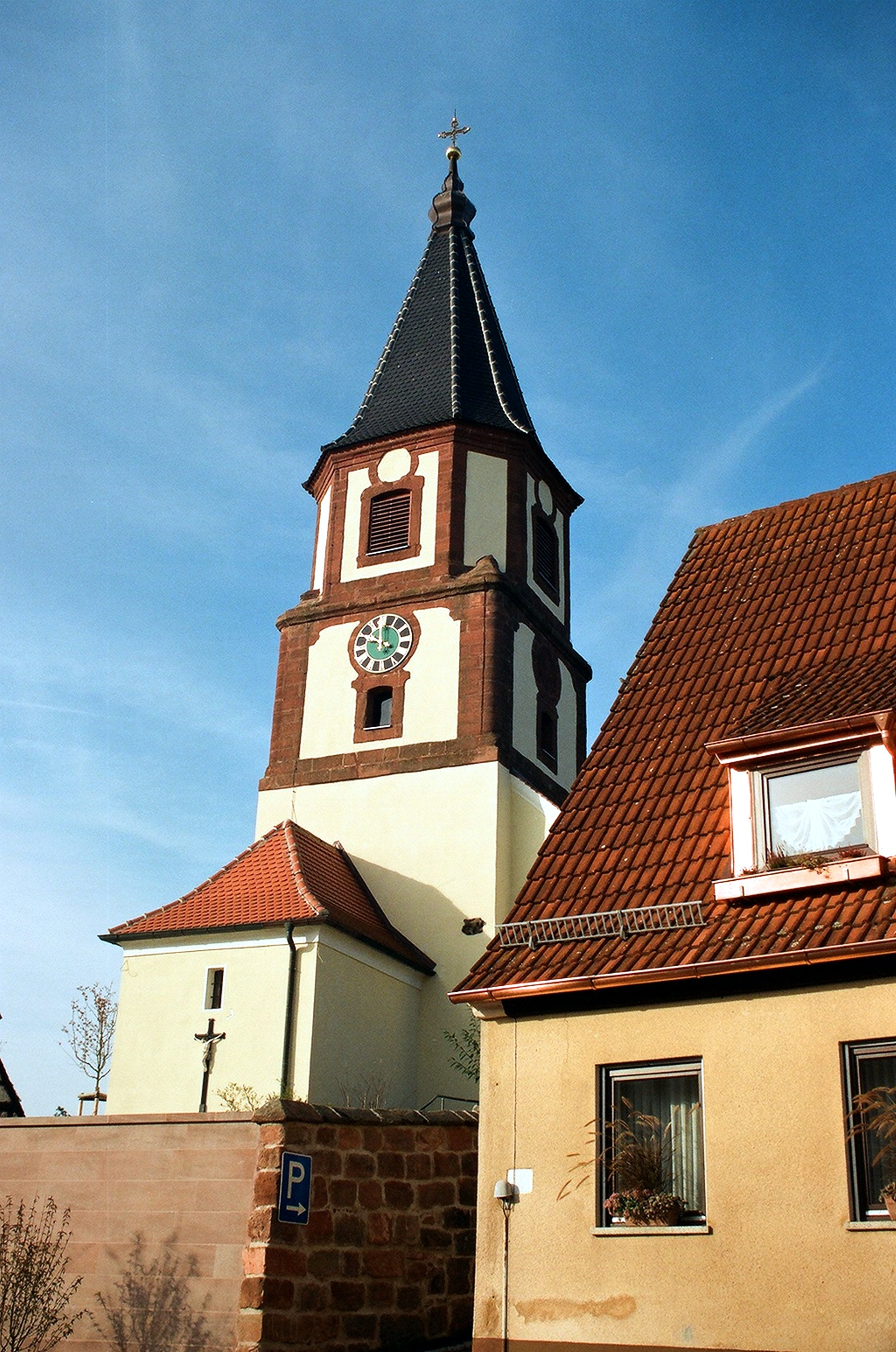
St. Wenzeslaus (Theilenberg)

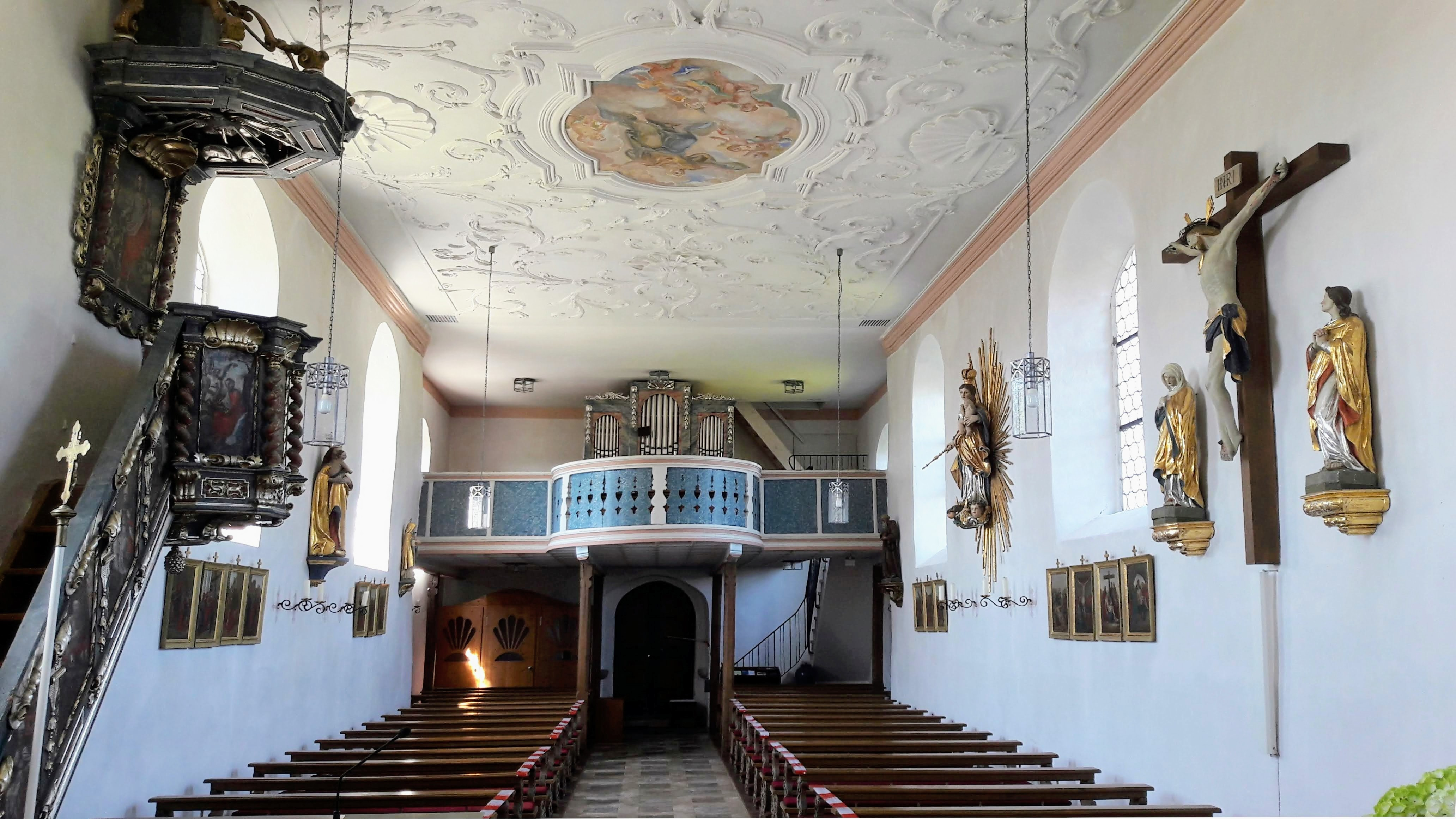
Innenraum (2020)

Die römisch-katholische, denkmalgeschützte Pfarrkirche St. Wenzeslaus steht in Theilenberg, einem Gemeindeteil der Stadt Spalt im Landkreis Roth (Mittelfranken, Bayern). Die Kirche ist unter der Denkmalnummer D-5-76-147-279 als Baudenkmal in der Bayerischen Denkmalliste eingetragen. Die Pfarrei gehört zum Pfarrverband Großweingarten-Abenberg-Spalt-Theilenberg im Dekanat Roth-Schwabach des Bistums Eichstätt.

## Beschreibung
Die im Kern mittelalterliche Saalkirche besteht aus einem Langhaus, das 1714 und 1879 erweitert wurde und mit einem Satteldach bedeckt ist, und einem Chorturm im Osten, der 1753 nach einem Entwurf von Matthias Seybold mit einem quadratischen Geschoss für die Turmuhr und einem achteckigen für den Glockenstuhl aufgestockt und mit einem achtseitigen, schiefergedeckten Knickhelm bedeckt wurde. Sowohl das Langhaus als auch der Chor, d. h. das Erdgeschoss des Chorturms, sind innen mit Flachdecken überspannt, die des Langhauses mit Akanthus aus Stuck. 
Zur Kirchenausstattung gehören Altäre von 1714 und die 1720 gebaute Kanzel. Aus der ersten Hälfte des 17. Jahrhunderts ist eine Statue des heiligen Wenzeslaus vorhanden. Die Orgel mit neun Registern auf einem Manual und Pedal wurde 2002 von Orgelbau Sandtner hinter den alten Prospekt gebaut.